# Jacques Chaminade
Pour les articles homonymes, voir Chaminade.
Ne doit pas être confondu avec Jacques Cheminade.
Jacques Chaminade est un homme politique français, né le 17 août 1926 à Brive-la-Gaillarde et mort le 31 mars 2009 dans cette même ville.

## Biographie
Ouvrier horticole de profession, Jacques Chaminade entre dans la vie politique corrézienne comme conseiller municipal de Brive en 1953. Candidat malheureux aux législatives de 1967, M. Chaminade accède au conseil général aujourd'hui Conseil départemental de la Corrèze lors des cantonales de 1976 comme représentant du canton de Brive-la-Gaillarde-Sud-Ouest (jusqu'en 2001). Jacques Chaminade, devient député de la Corrèze (2e circonscription) avec 50,70 % lors des législatives de 1978. Il siégera seulement 3 ans à l’Hémicycle où il sera battu en 1981, en arrivant troisième derrière Jean-Claude Cassaing et Jean Charbonnel. Conseiller régional pour le Limousin de 1986 à 1998.
Le rapport de force PS-PCF s'inversera avec les années Mitterrand, et l'enracinement de François Hollande. Mais par le biais de l'Union de la gauche, le Parti Communiste conservera, moyennant quelques convulsions internes, des élus pour cogérer le Département et les communes, jusqu'aux dernières Municipales. Il est de parenté lointaine avec Guillaume-Joseph Chaminade (1761-1850), religieux français. Jacques Chaminade était doyen de la Médaille de la jeunesse, des sports et de l'engagement associatif de la Haute-Vienne et avait des liens familiaux avec Jacques Valade, le président de la SAEMS (par ailleurs vice-président de l'Association Limoges CSP Basket-ball), qui a dirigé la société J.M. Weston. Il repose au cimetière d'Estavel à Brive.

## Fonctions

### Mandats électifs
- 1953-2001 : Conseiller municipal de Brive-la-Gaillarde
- 1976-2001 : Conseiller général du Canton de Brive-Sud-Ouest
- 1978-1981 : Député de la Corrèze
- 1986-1998 : Conseiller régional pour le Limousin

## Hommage
En 2011 « Personnage incontournable du paysage politique corrézien pendant cinquante ans » selon le député-maire PS Philippe Nauche, Jacques Chaminade a désormais une rue à son nom. Elle a été inaugurée, dans le quartier de Bouquet.